# Myopella angustifrons
Myopella angustifrons är en tvåvingeart som beskrevs av Malloch 1934. Myopella angustifrons ingår i släktet Myopella och familjen blomsterflugor. Inga underarter finns listade i Catalogue of Life.